# Casper Ankergren
Casper Ankergren (Køge, 9 novembre 1979) è un ex calciatore danese, di ruolo portiere.

## Statistiche

### Presenze e reti nei club
Statistiche aggiornate al 28 gennaio 2017.
| Stagione        | Squadra         | Campionato      | Campionato | Campionato | Coppe nazionali | Coppe nazionali | Coppe nazionali | Coppe continentali | Coppe continentali | Coppe continentali | Altre coppe | Altre coppe | Altre coppe | Totale | Totale |
| Stagione        | Squadra         | Comp            | Pres       | Reti       | Comp            | Pres            | Reti            | Comp               | Pres               | Reti               | Comp        | Pres        | Reti        | Pres   | Reti   |
| --------------- | --------------- | --------------- | ---------- | ---------- | --------------- | --------------- | --------------- | ------------------ | ------------------ | ------------------ | ----------- | ----------- | ----------- | ------ | ------ |
| 2010-2011       | Brighton & Hove | FL1             | 45         | -37        | FACup+CdL       | 0               | 0               | -                  | -                  | -                  | FLT         | 1           | -2          | 46     | -39    |
| 2011-2012       | Brighton & Hove | FLC             | 19         | -23        | FACup+CdL       | 0+3             | -2              | -                  | -                  | -                  | -           | -           | -           | 22     | -25    |
| 2012-2013       | Brighton & Hove | FLC             | 3          | -2         | FACup+CdL       | 2+0             | -3              | -                  | -                  | -                  | -           | -           | -           | 5      | -5     |
| 2013-2014       | Brighton & Hove | FLC             | 1          | 0          | FACup+CdL       | 0+1             | -3              | -                  | -                  | -                  | -           | -           | -           | 2      | -3     |
| 2014-2015       | Brighton & Hove | FLC             | 0          | 0          | FACup+CdL       | 0+1             | -2              | -                  | -                  | -                  | -           | -           | -           | 1      | -2     |
| 2015-2016       | Brighton & Hove | FLC             | 0          | 0          | FACup+CdL       | 0               | 0               | -                  | -                  | -                  | -           | -           | -           | 0      | 0      |
| 2016-2017       | Brighton & Hove | FLC             | 0          | 0          | FACup+CdL       | 1+0             | -3              | -                  | -                  | -                  | -           | -           | -           | 1      | -3     |
| Totale carriera | Totale carriera | Totale carriera | 68         | -62        |                 | 8               | -13             |                    | -                  | -                  |             | 1           | -2          | 77     | -77    |

## Palmarès

### Club

#### Competizioni nazionali
- Campionato danese: 2

Brøndby: 2001-2002, 2004-2005
- Coppa di Danimarca: 1

Brøndby: 2004-2005
- Supercoppa di Danimarca: 1

Brøndby: 2002
- Coppa di Lega danese: 2

Brøndby: 2005, 2006
- Football League One: 1

Brighton & Hove: 2010-2011

#### Competizioni internazionali
- Royal League: 1

Brøndby: 2006-2007